# José Acosta Sánchez
José Acosta Sánchez (13. března 1937 Nerja – 8. listopadu 2015 Nerja) byl španělský politik, právník, univerzitní profesor a spisovatel.

## Biografie
Absolvoval v oboru právo na univerzitě v Granadě a v roce 1977 získal doktorát na Autonomní univerzitě v Barceloně s tezí Koncepce a období kapitalistického imperialismu. V roce 1969 byl jmenován profesorem politického práva na univerzitě v Barceloně a působil zde až do roku 1982. Ve volbách do parlamentu Katalánska v roce 1980 byl zvolen poslancem Socialistické strany Andalusie za Barcelonu a zůstal v úřadu až do své rezignace v dubnu 1983.
Později se vrátil do Andalusie a byl zvolen místostarostou Córdoby za Izquierda Unida Los Verdes-Convocatoria por Andalucía v komunálních volbách v roce 1987, ale odstoupil v říjnu 1988. Byl také profesorem ústavního práva na univerzitě v Córdobě.

## Dílo
- Nerja, primer encuentro con mi pueblo (1965)
- El desarrollo capitalista y la democracia en España (1975)
- Crisis del franquismo y crisis del imperialismo (1976)
- Imperialismo y pensamiento burgués (1977)
- Concepto y periodos del imperialismo capitalista (1977)
- Andalucía: reconstrucción de una identidad y la lucha contra el centralismo (1978)
- Historia y cultura del pueblo andaluz (1979)
- La constitución de Antequera: estudio teórico-crítico : democracia, federalismo y andalucismo en la España contemporánea (1983)
- Teoría del estado y fuentes de la Constitución: introducción a la teoría de la Constitución (1989)
- Formación de la Constitución y jurisdicción constitucional: fundamentos de la democracia constitucional (1998)
- Nerja y la Axarquía, paisaje, historia y enigmas (2011)